# Reichardtiolus
Reichardtiolus (лат.) — род жуков-карапузиков из подсемейства Saprininae (Histeridae).

## Распространение
Пустыни Средней Азии, Иран, Китай.

## Описание
Мелкие жуки-карапузики, коричневые, тело овальной формы, длина около 3 мм. Пронотальные ямки отсутствуют. Пронотальный диск грубо и плотно пунктированный. Задние бёдра утолщённые. Специализированные псаммофилы. Впервые выделен советским и российским энтомологом Олегом Леонидовичем Крыжановским (1918—1997) в качестве подрода в составе рода Exaesiopus.

## Виды
Некоторые виды рода:
- Reichardtiolus duriculus (Reitter, 1904)
- Reichardtiolus pavlovskii (Kryzhanovskij, 1959)